# Ecuación de convección-difusión
La ecuación de convección-difusión es una ecuación diferencial en derivadas parciales del tipo parabólica, que describe el fenómeno físico donde las partículas o la energía (u otras cantidades físicas) se transforman dentro de un sistema físico debido a dos procesos: la difusión y la convección. En su forma más simple (donde el coeficiente de difusión y la velocidad de convección son constantes y no hay fuentes o sumideros) la ecuación toma la forma:
{\displaystyle {\big .}{\frac {\partial c}{\partial t}}=D\,\nabla ^{2}c-{\vec {v}}\cdot \nabla c.}
Los dos términos sobre el lado derecho representan diferentes procesos físicos: el primero corresponde a la difusión normal mientras que el segundo describe la variación por advección – por lo que la ecuación también se conoce como ecuación de advección-difusión. Además c es la variable de interés, la constante D es el coeficiente de difusión, y {\displaystyle {\vec {v}}} es la velocidad.